# Jon-Erik Kellso
Jon-Erik Kellso (* 8. Mai 1964 in Dearborn, Michigan) ist ein US-amerikanischer Jazztrompeter und Kornettist, der in Europa vor allem als Mitglied der Ralph Sutton All Stars bekannt wurde.

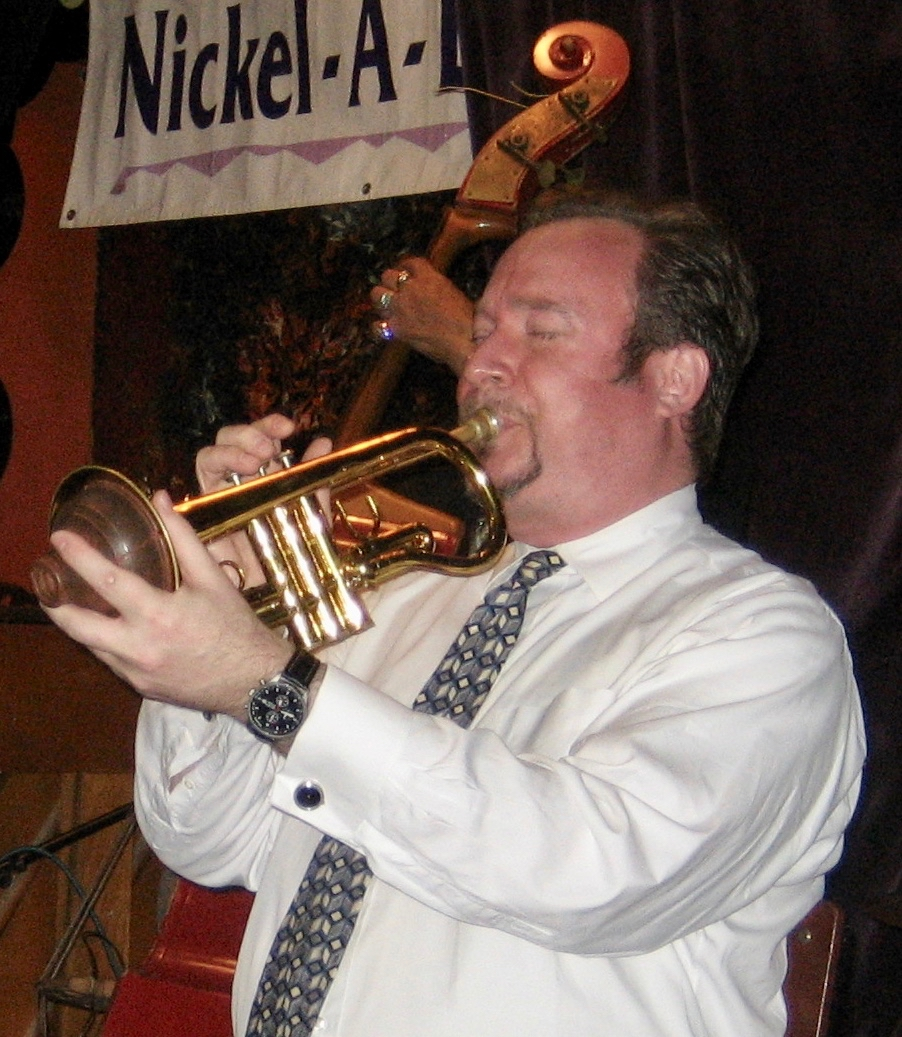
Jon-Erik Kellso, 2007

## Biografie
Kellso stammt aus Detroit und begann schon mit 11 Jahren professionell aufzutreten. Zunächst spielte er in Sinfonieorchestern, bevor er sich dem Traditional Jazz zuwandte. 1981 hatte er Gelegenheit, mit Wild Bill Davison aufzutreten. Nach dem Studium an der Wayne State University spielte er den New McKinney's Cotton Pickers und dem J. C. Heard Orchester. 1989 zog er nach New York und arbeitete seitdem in der Swing und Mainstream-Jazz-Szene mit Musikern wie Ruby Braff (Beeing with You, 1996), John Bunch, Howard Alden, Dan Barrett, Vince Giordano, Marty Grosz (Ring Dem Bells, 1995), Dick Hyman, Kenny Davern, Milt Hinton, Scott Robinson, Frank Vignola, Matt Munisteri, Bob Wilber und The World’s Greatest Jazz Band. 1999 wirkte er bei Randy Sandkes Projekt The Re-Discovered Louis and Bix mit. Seit 1993 legte er auf dem Label Arbors Records einige Alben vor, beginnend mit Chapter 1 und Chapter 2 - The Plot Thickens. 2007 entstand das New Orleans und dem Dixieland Jazz gewidmete Album Blue Roof Blues: A Love Letter to New Orleans. Im gemeinsam mit Evan Arntzen geleiteten Oktett veröffentlichte er 2019 das Album Jazz Crush. Zu hören war er außerdem auf Catherine Russells Grammy-nominiertem Album Alone Together (2019). Unter eigenem Namen legte Kellso 2020 das Album Sweet Fruits Salty Roots (Jazzology) vor.
Nach Ansicht des Kritikers Owen Cordle ist Kellso mit Abstand der interessanteste neue Kornettist seit Warren Vaché; er entdeckt in seinem flüssigen und stets harmonischen Spiel gleichermaßen Einflüsse von Roy Eldridge, Rex Stewart, Howard McGhee, Louis Armstrong und Bobby Hackett.  Für Scott Yanow ist er ein „exzellenter Hot-Trompeter“, der eine Meisterschaft auf der Puje, einer Kreuzung zwischen dem Kornett und der Trompete erworben hat. Für Richard Cook spielt Kellso Kornett in der Tradition von Ruby Braff.

## Lexikalischer Eintrag
- Richard Cook, Brian Morton: The Penguin Guide to Jazz Recordings. 8. Auflage. Penguin, London 2006, ISBN 0-14-102327-9.